# Charlotte Georgine Louise van Mecklenburg-Strelitz

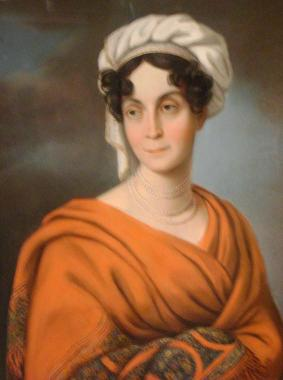
Charlotte Georgine Louise van Mecklenburg-Strelitz

Charlotte Georgine Louise van Mecklenburg-Strelitz (Hannover, 17 november 1769 - aldaar, 14 mei 1818) was de dochter van hertog Karel II van Mecklenburg-Strelitz en prinses Frederika Caroline Louise van Hessen-Darmstadt. Zij was de zuster van koningin Louise van Pruisen.
In 1785 is zij gehuwd met hertog Frederik van Saksen-Altenburg (1763-1834).

## Kinderen
- Frederik (1786 overleden )
- Catharine Charlotte Georgine (1787-1847), gehuwd met Paul, zoon van Frederik I van Württemberg
- Augusta (1788 overleden )
- Jozef George Frederik Ernst Karel (1789-1868), hertog van Saksen-Altenburg
- Frederika (1791  overleden )
- Theresia Charlotte Louise (1792-1854), gehuwd met Lodewijk I van Beieren
- Louise (1794-1825), gehuwd met Willem van Nassau
- Frans Frederik (1795-1800)
- George Karel Frederik (1796-1853), hertog van Saksen-Altenburg
- Frederik Willem Karel (1801-1871)
- Maximiliaan Karel Adolf (1803  overleden )
- Eduard Karel Willem Christiaan (1804-1852), gehuwd met Amalia Antoinette, dochter van Karel van Hohenzollern-Sigmaringen